# Edwin Salpeter
Edwin Ernest Salpeter (nascut el 3 de desembre de 1924 a Viena, Àustria, mort el 26 de novembre de 2008), fou un astrofísic austro-australo-americà. Va emigrar el 1939 d'Àustria a Austràlia durant la seva adolescència. Fou professor de la universitat Cornell des de 1948.
El 1951 va suggerir que les estrelles podien transformar l'heli en carboni mitjançant la reacció triple alfa. Després va derivar la funció de massa inicial de les estrelles de la Via Làctia. Originà, amb Hans Bethe, l'equació relativista de Bethe-Salpeter que determina els estats lligats de dues partícules.

## Premis
- Medalla d'or de la Royal Astronomical Society (1973).
- Lectorat Henry Norris Russell (1974).
- Medalla Bruce (1987)
- Premi Crafoord, amb Fred Hoyle (1997)